# Доудера, Милан
Милан Доудера (чеш. Milan Doudera; 1 января 1993, Горни Бездеков, Чехия) — чешский хоккеист, защитник. Воспитанник хоккейного клуба «Кладно». Игрок сборной Чехии по хоккею.

## Биография
Родился 1 января 1993 года в деревне Горни Бездеков. Воспитанник хоккейного клуба «Кладно», выступал за команду в молодёжных и юниорских лигах Чехии. Два сезона с 2010 по 2012 год провёл в хоккейной лиге Онтарио, выступая за канадский клуб «Ниагара Айс Догз».
В сезоне 2012/13 дебютировал в чешской Экстралиге за команду «Кладно». В сезоне 2013/14 также защищал цвета этой команды. По окончании сезона присоединился к команде «Тршинец», в сезоне 2014/15 завоевал серебряные медали чемпионата страны. В 2016 году впервые сыграл за сборную Чехии на чемпионате мира. В 2018 году вновь стал серебряным призёром Экстралиги, а через год стал чемпионом Чехии. В 2021 году во второй раз выиграл золото чешского чемпионата.
Принимал участие в пяти розыгрышах хоккейной Лиги чемпионов — 2015, 2016, 2018, 2019 и 2020 годов.

## Достижения
Чемпион Экстралиги 2019 и 2021
 Серебряный призёр Экстралиги 2015 и 2018

## Статистика
Обновлено на конец сезона 2020/2021
- Экстралига — 514 игр, 133 очка (38+95)
- Сборная Чехии — 43 игры, 11 очков (1+10)
- Лига чемпионов — 34 игры, 6 очков (1+5)
- Хоккейная лига Онтарио — 65 игр, 14 очков (3+11)
- Чешская первая лига — 5 игр, 1 очко (0+1)
- Кубок Шпенглера — 5 игр, 2 очка (0+2)
- Всего за карьеру — 666 игр, 167 очков (43+124)

## Семья
Брат, Лукаш Доудера (род. 03.01.1998 г.)  — тоже хоккеист, защитник клуба чешской Экстралиги «Литвинов».